# غونار جانسون
غونار جانسون (بالسويدية: Gunnar Jansson)‏ هو رامي مطرقة سويدي، ولد في 13 أكتوبر 1897 في Fellingsbro ‏ في السويد، وتوفي في 15 ديسمبر 1953 في إسكيلستونا في السويد.

## وصلات خارجية
- غونار جانسون على موقع اللجنة الأولمبية الدولية (الإنجليزية)
- غونار جانسون على موقع أوليمبيديا (الإنجليزية)
- غونار جانسون على موقع اللجنة الأولمبية السويدية (السويدية)